# El Rastreador
El Rastreador es una localidad del Departamento Juárez Celman, en la zona centro-sur de la provincia de Córdoba, Argentina.

## Población
Cuenta con 128 habitantes (Indec, 2022), lo que representa un incremento del 50,59% frente a los 85 habitantes (Indec, 2010) del censo anterior.
| Gráfica de evolución demográfica de El Rastreador entre 1991 y 2022 |
|                                                                     |
| Fuente: Censos nacionales del INDEC                                 |